# Тойбер, Клаус (разработчик игр)
Кла́ус То́йбер (нем. Klaus Teuber, 25 июня 1952, Рай-Брайтенбах — 1 апреля 2023) — известный немецкий разработчик настольных игр.
4 раза становился обладателем премии Spiel des Jahres за разработку игр «Колонизаторы», «Барбаросса», «Drunter und Drüber», «Hoity Toity».
В 1999 году он уволился со своей основной работы зубного техника, чтобы посвятить разработке настольных игр полный рабочий день.
По данным на 2007 год он жил с женой в Дармштадте. У него два сына — Гвидо и Бенни.

## Биография

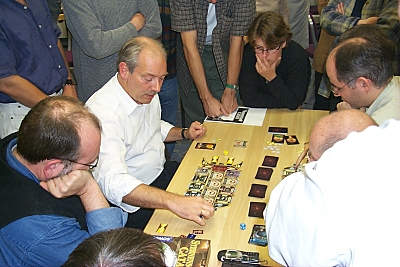
Клаус Тойбер объясняет игру для двоих Starship Catan, 2001 год

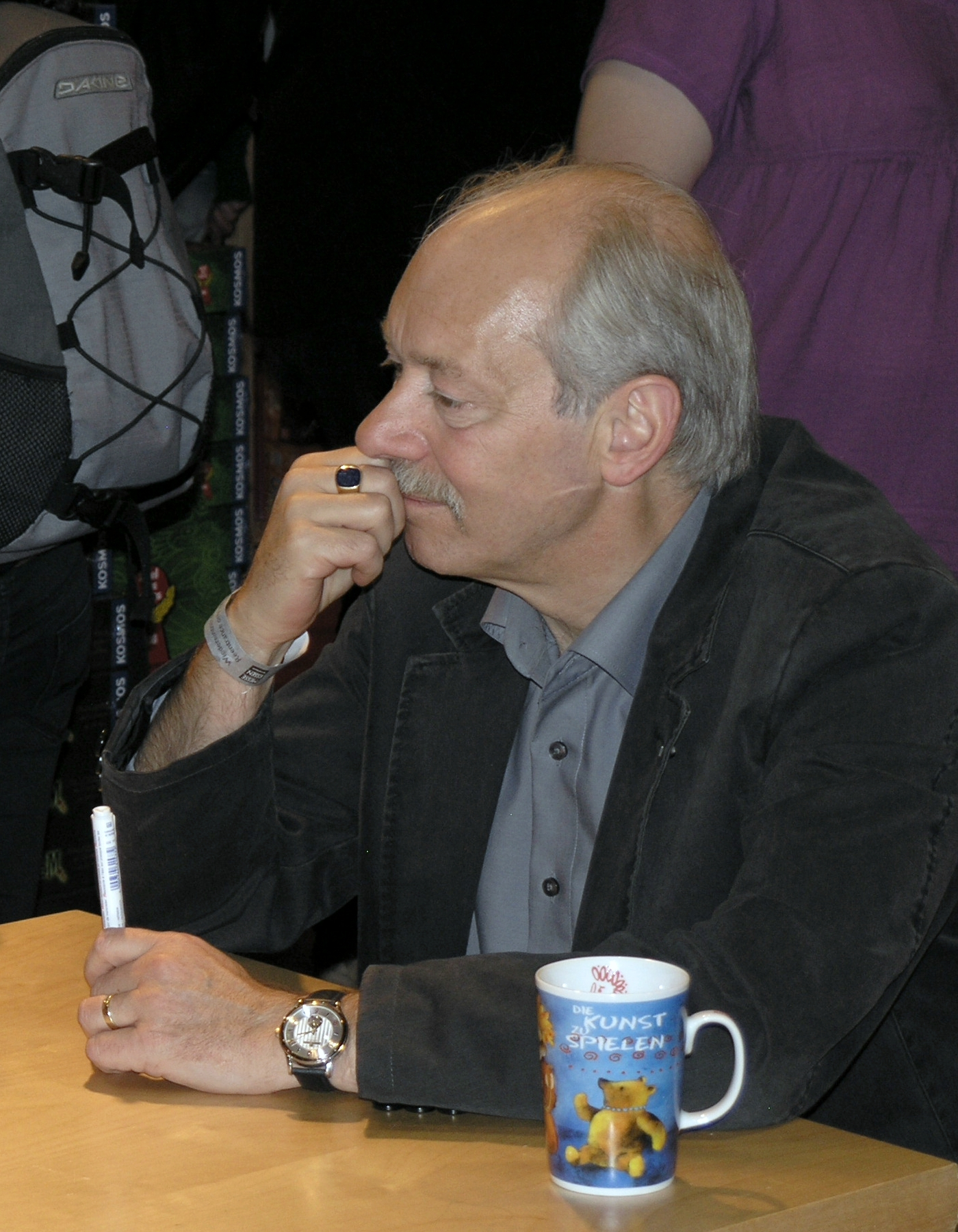
Клаус Тойбер на выставке SPIEL в Эссене, 2008 год

Тойбер был обученным зубным техником и с 1999 года работал полным рабочем днём гейм-дизайнером. Его первая работа, Barbarossa, стала игрой года в 1988 году. В 1990 и 1991 годах были совершены его игры Adele, а Drunter & Drüber  также была удостоена награды «Игра года».
У Тойбера возникли проблемы с поиском издателя для своей следующей игры. Банкротство — позднейший Вернисаж, настольная игра выше среднего по тем временам — был бы включён крупным издателем в ряд авторских бестселлеров, но только при условии, что Тойбер передаст права на изменение игры этому издателю имел. Он не согласился с этим. По этой причине он и его партнёры основали собственное издательство TM-Spiele. Дебют ТМ «Вернисаж» жюри игры года проигнорировало. Однако на German Games Prize в 1993 году этого хватило для третьего места.
TM-Spiele, у которой сначала было четыре, а затем пять акционеров, всего через два года оказалась на грани банкротства. В этой ситуации поступило предложение от игрушечной компании Simba Toys, которая хотела построить линейку игр в дополнение к программе, но не имела опыта в этой области. Первоначально TM было поручено разработать четыре игры под маркой GoldSieber. Программа Gold Sieger была встречена игровой сценой с энтузиазмом. Linie 1 и Galopp Royal попали в список выбора «Игра года» в 1995 году, Line 1 и Starry Sky заняли 2-е и 3-е места в рейтинге German Games Award. Поскольку переговоры между Simba Toys и TM затянулись надолго, Тойбер решил, что его игра Die Siedler von Catan должна быть опубликована в 1995 году в галерее Franckh Games Gallery игровой компании Kosmos Spiele. Два дома уже отказались от игры или потребовали существенных тематических изменений.
Тойберу, который в то время всё ещё работал зубным техником-фрилансером, становилось всё труднее управлять Goldsieber и Kosmos параллельно. Поэтому для него имело смысл объединить всю деятельность ТМ в Космосе и заключить эксклюзивный контракт с этим издателем на его авторство в середине 1997 года, что было первым в отрасли. В 1999 году он продал зуботехническую лабораторию, доставшуюся ему от отца, и стал изобретателем игр на полную ставку.
Die Siedler von Catan превратилась в самую известную настольную игру последнего времени. В семействе Catan появилось несколько других игр, как дополнений, так и отдельных игр. Новинкой были презентации игр Prof. Easy, которые появились как в виде небольших брошюр, так и позже в виде анимаций в Интернете. Благодаря этим введениям в правила, которые он разработал, Тойбер значительно облегчил начало своих игр.
В 2002 году Клаус Тойбер вместе со своим сыном Гвидо Тойбером основал компанию Catan GmbH и передал ей лицензионные права на свои игры. Эта компания отвечает за контакты с мировыми партнёрами по лицензированию его настольных игр и компьютерных реализаций. Его сын Бенджамин также работает в семейном бизнесе.
В 2004 году Тойбер был занесён в Зал славы Origins Award. В 2010 году он получил As d'Or за дело всей своей жизни.
Скончался 1 апреля 2023 года в возрасте 70 лет после непродолжительной и тяжёлой болезни. У него осталась жена Клаудия и двое их сыновей, Гвидо и Бенни.

## Игры
- «Колонизаторы» (а также многочисленные расширения игры)
- «Löwenherz» или «Domaine»
- «Entdecker»
- «Drunter und Drüber»
- «Adel Verpflichtet» или «Hoity Toity»
- «Barbarossa»
- «Pop Belly Pigs»